# Uherčice (okres Znojmo)
Uherčice (německy Ungarschitz) jsou obec, která se nachází na západě okresu Znojmo v Jihomoravském kraji, zhruba 9 km severně od rakouského města Drosendorf a 14 km západně od Vranova nad Dyjí. Žije zde 380 obyvatel. Rozloha katastru činí 468 ha. Dvě třetiny katastru tvoří zemědělská a třetinu lesní půda. Obec Mešovice o rozloze katastru 782 ha je místní částí obce Uherčice a leží po obou stranách říčky Blatnice.
Sousedními obcemi sídla jsou Korolupy, Podhradí nad Dyjí, Stálky, Dešná, Lubnice a Vratěnín.
Obec je poprvé zmiňována v první polovině 14. století. V období husitských válek byla uváděna jako pustá. V 15. století se stali držiteli pusté obce Krajířové z Krajku, kteří zde založili malou gotickou tvrz. V druhé polovině 16. století ji přebudovali na renesanční zámek se zahradou. V 17. století prošel zámek barokními úpravami a obdržel francouzský park s oranžérií. Rod Collalto et Salvatore držel panství téměř 180 let. V 19. a do poloviny 20. století prosperoval vrchnostenský dvůr, lihovar, vápenka s lomem a vrchnostenský ovčín. Po odsunu německého obyvatelstva došlo k velké proměně obce. Majetek Collaltů byl zkonfiskován, zámek připadl státnímu statku Jaroměřice nad Rokytnou, sloužil Pohraniční stráži a několik let fungoval jako tábor nucené práce. Vedle zámeckého areálu s parkem a několika zemědělskými či sakrálními dominantami obec zkrášluje malý rybníček u zámku.

## Etymologie a heraldika

### Název obce
V historických dokumentech se objevují tvary jména obce: 1312 Ungerschicz, 1481 Ungeršice, 1564 Nowe Uherczicze, 1672 Ungerschütz, 1720 Ungarschitz a 1846 česky Uherčice a německy Ungarschitz. České i německé prameny odvozují název obce od lidí Ungerových či Uherových. Latinské označení Uhrů (Maďarů) Ungari, Hungari bylo v Evropě 12. století již běžným označením obyvatel uherského státu – Uhry (Ungaria, Hungaria). Německé prameny jednak poukazují na vznik vlastního jména Unger a na přímý vztah nositele jména k středověkému Maďarsku, kdy může vlastní jméno buď interpretovat jméno původu – nositel jména Unger pocházel přímo z Maďarska a nebo měl dobré vztahy s touto zemí, dlouhou dobu tam žil či bojoval jako žoldnéř. Oproti tomu uvádí Časopis Německého spolku pro dějiny Moravy a Slezska (Zeitschrift des Deutschen Vereines für die Geschichte Mährens und Schlesiens), že říčka Blatnice protékající územím obce nesla před odsunem německého obyvatelstva název Ungarsbach a že název potoka neměl nic společného s Uhry. Jméno potoka bylo odvozeno od slovního základu "unge" – Kröte – ropucha, žabec, žabka, tedy potok s velkým výskytem žab.

### Názvy tratí
Místní názvy byly původním obyvatelstvem obce hojně užívány. Po odsunu německého obyvatelstva upadly názvy tratí zakreslené v katastrálních mapách z poloviny 19. století v zapomnění. Byly nahrazeny novými českými názvy, na jejichž utváření se podílelo dosídlené obyvatelstvo. Do roku 1945 používalo německé obyvatelstvo pomístní jména – Mühlbreiten, Jägerbreiten, Schießstadlbreiten, Kastenbreiten, Schaffereybreiten, Krautteichwiesen, Steinbruchbreiten, Mittrowitzer Hof, Fichteln, Scheiterbreiten, Brandbreiten, Schwarzbreiten, Uiberlandbreiten, Stadelbreiten, Kalkofenbreiten, Klampfermühle a Klampferteichwiesen. Po roce 1945 pracují katastrální mapy s pomístními názvy – Přední krabice, U zlaté studánky, Mitrov, Smrčina, Za stodolami, U vápenky, Malá spálená, Velká spálená, Kamenná, U kolny, U vysoké meze, Za parkem, Starý mlýn, Mlynářská.

### Pečeť, znak a prapor
Až do roku 1848 pečetil veškeré obecní záležitosti majitel panství a obecní pečetidlo se nepoužívalo. Po roce 1848 mělo být používáno (podle ústního dochování) razítko pouze s nápisem, který byl do roku 1918 německý nebo německo-český, od roku 1918 do roku 1938 pouze český. 6. prosince 1999 udělil předseda Poslanecké sněmovny Parlamentu České republiky obci Uherčice výsady užívání symbolů obce znaku a praporu, schválených Obecním zastupitelstvem Uherčic dne 11. listopadu 1998. Autorem heraldiky je Miroslav Pavlů. Znak obce má ve stříbrno-červeně kosmo děleném štítě pod modrou hlavou se třemi zlatými liliemi zlatou korunovanou hlavu lva se stříbrnými zuby a červeným jazykem. Prapor obce je odvozen ze znaku obce Uherčice. List tvoří modrý žerďový pruh se třemi žlutými liliemi nad sebou, široký jednu třetinu délky listu a bílo-červeně kosmo dělené pole se žlutou korunovanou hlavou lva s bílými zuby a červeným jazykem. Poměr šířky k délce listu je 2:3.

## Geografie a geologie

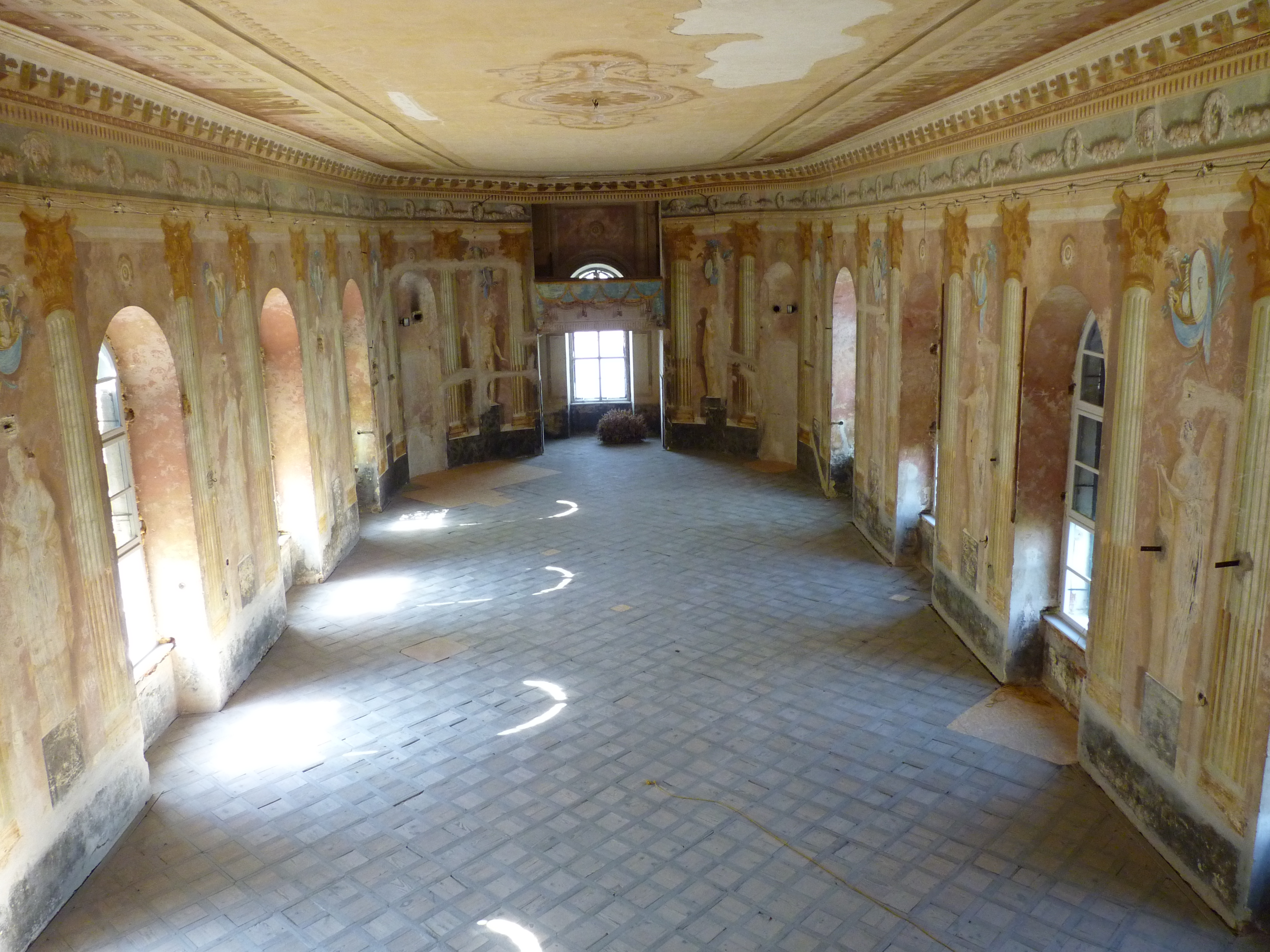
Collaltové se zasloužili v roce 1802 o zbudování banketního sálu, který vznikl ze starého vězení a příruční sýpky v severním křídle zámku. Britská nadace "UK Friends of Czech Historic Buildings, Gardens and Parks" věnovala na obnovu havarijního stropu banketního sálu dar v hodnotě 30 000 liber. První etapa restaurátorských prací byla zahájena 17. 7. 2012

Obec Uherčice je součástí mikroregionu Vranovsko, který se nachází v západní části znojemského okresu a spolu s 21 obcemi (až na Vracovice) odpovídá obvodu pověřeného obecního úřadu Vranov nad Dyjí. Uherčice se nacházejí v jihozápadní části okresu Znojmo, který leží na jihu Jihomoravského kraje. Od krajského města Brno jsou Uherčice vzdáleny přibližně 100 km jihozápadním směrem. Okresní město Znojmo leží 40 km východním směrem. Dalším blízkým velkým městem je rakouské okresní město Waidhofen an der Thaya vzdálené 40 km jihovýchodním směrem. Hranice s Rakouskem prochází asi 5 kilometrů jižně od Uherčic.
| Dešná 9,2 km    | Lubnice 3,3 km    | Korolupy 3,6 km          |
| Mešovice 0,5 km | větrná růžice     | Podhradí nad Dyjí 6,9 km |
| Vratěnín 3,0 km | Drosendorf 9,0 km | Stálky 3,5 km            |

Geomorfologicky patří území Uherčic do části Českomoravské vrchoviny. Jedná se o pahorkatinu s prořezanými úzkými a hlubokými údolími. Nejnižší bod Vranovska se nachází v údolí řeky Dyje v jihovýchodním kraji (295,5 m n. m.). Nejvyšším bodem mikroregionu je Býčí hora (539,9 m n. m.). Samotné Uherčice leží při soutoku Vratěnínského potoka a říčky Blatnice na jejím pravém břehu. Na severu od obce se zvedá Olivetská Hora (481 m n. m.) a Kopka (485 m n. m.), na jihu je katastr obce ohraničen hluboce zaříznutým údolím řeky Dyje při vtoku z Rakouska zpět na území České republiky. Nachází se zde několik dominantních skalisek s vyhlídkou Bílý kříž. Na skalních vápencových a amfibolitových útesech se nachází vzácná teplomilná květena s reliktními vápnomilnými bory. V okolí obce se vyskytují velká tělesa krystalických vápenců, která byla v minulosti těžena a zpracovávána místní vápence. Dnes opuštěný lom slouží ke skládce odpadu.
Podle § 3 odst. b) zákona 114/92 Sb. jsou v katastru obce považovány všechny lesní pozemky, všechny vodní toky, rybníky a údolní niva Blatnice za významné krajinné prvky. Na území obce se nachází z geologického hlediska evropsky významná lokalita Údolí Dyje (CZ0624095), chráněná území – Bílý kříž (Přírodní rezervace) a Uherčická louka (Přírodní památka). Na návsi proti obecnímu úřadu stojí evidovaný památný strom – Lípa. Do katastru obce také zasahuje navržený přírodní park Želetavka.
Klimatická oblast Uherčic spadá do oblasti mírně teplé s charakterem mírně teplého, mírně vlhkého vrchovinného klimatu s průměrnou roční teplotou 7 až 8 °C a s ročním úhrnem srážek cca 650 mm. Počet letních dní, kdy teplota dosáhne alespoň 25 °C, se pohybuje v rozmezí od 40 až do 50 dní. Nejdůležitějším vodním tokem mikroregionu je řeka Dyje, která jihozápadně z Rakouska a odvádí také veškeré srážky. Hydrologicky spadá území obce do úmoří Černého moře. Řeka Dyje je v blízkosti obce Vranov nad Dyjí přehrazena a vytváří významnou Vodní nádrž Vranov. Dalšími významnými vodními toky v katastru obce jsou Blatnice vtékající do Želetavky a Vratěnínský potok.
Nejčastějším půdním typem v oblasti jsou hnědé lesní půdy. Většinu území obce pro zemědělskou produkci tvoří scelené lány bez mezí a starých cest. Les tvoří pouze 15,64 % z celkové plochy katastru a zůstal zachován především v zámeckém areálu, při toku Blatnice a jižně v okolí vodního toku Dyje v lesíku zvaném Smrčina a v Národním parku Podyjí. Vegetace je zastoupena hercynskou dubohabřinou, borovicí a modřínem.

## Členění a působnost
Do roku 1849 byly Uherčice panstvím s vrchnostenskou správou. Od roku 1850 do 1855 se obec nacházela pod politickou správou Podkrajského úřadu v Dačicích. V letech 1855-1868 byla podřízena Okresnímu úřadu v Jemnici, v roce 1868 Okresnímu hejtmanství v Dačicích, od roku 1896 Okresnímu hejtmanství v Moravských Budějovicích v soudním okrese Jemnice. Proto také obyvatelstvo obce vyřizovalo soudní záležitosti až do října 1938 v Jemnici. Začleněním Uherčic do Třetí říše spadala obec až do ukončení války pod Říšskou župu Dolní Podunají v okrese Horn. Soudně náležela obec pod Vranov nad Dyjí a matriční záležitosti s povinným civilním říšským sňatkem se odbývaly ve Vratěníně, kde také sídlila NSDAP. Pracovní úřad se nacházel ve Znojmě.
| GAU NIEDERDONAU – ŽUPA DOLNÍ PODUNAJÍ               | GAU NIEDERDONAU – ŽUPA DOLNÍ PODUNAJÍ |
| GEMEINDE Nr. 27 – OBEC č. 27 UHERČICE (UNGARSCHITZ) | LANDKREIS HORN – OKRES HORN           |
| --------------------------------------------------- | ------------------------------------- |
| Obvodní soud / Amtsgericht                          | Frain – Vranov nad Dyjí               |
| Pošta                                               | Ungarschitz – Uherčice                |
| Matriční úřad                                       | Fratting – Vratěnín                   |
| Četnická stanice                                    | Fratting – Vratěnín (1876-1945)       |
| Úřad práce                                          | Znaim – Znojmo                        |
| Plocha                                              | 4, 27 km²                             |
| Počet domů                                          | 149 (1942)                            |
| Celkem obyvatelstva                                 | 503 z toho 241 mužů (1942)            |
| Počet zemědělských závodů                           | 48 (1942)                             |

V roce 1945 pak byly Uherčice až do roku 1960 navráceny do okresu Moravské Budějovice. Od roku 1945 působil v obci Místní národní výbor. Matriční úřad z Vratěnína byl k 1. 1. 1986 přeložen na MNV Uherčice, kde byla také vybudována obřadní svatební síň a zavedeno vítání narozených občánků. V roce 1976 proběhly první volby do sloučeného Místního národního výboru ve střediskové obci Uherčice (sloučené MNV Uherčice, MNV Lubnice a MNV Korolupy) s 23 poslanci ze sloučených obcí. Následně se volilo do rady MNV a v jednotlivých obcích do Občanského výboru. Usnesením plenárního zasedání č. XIX-503/16 ze dne 24. 04. 1980 s platností od 1. 7. 1980 schválila zřízení společného MNV (pro obce Korolupy, Lubnice, Uherčice, Vratěnín) se sídlem v obci Uherčice s místní částí Mešovice i obec Vratěnín. Po správní reorganizaci (v roce 1960) spadala obec do politického i soudního okresu Znojmo.
Od roku 1990 jsou Uherčice samostatnou správní jednotkou s vlastním obecním úřadem a matrikou. Obecní úřad Uherčice tvoří starosta, jeden místostarosta, jedna úřednice matričního oddělení a jeden zaměstnanec pro správu víceúčelového hřiště a kulturu. Do zastupitelstva obce je voleno pět členů a ze zákona o obcích tříčlenný finanční a kontrolní výbor. Příspěvkovou organizací obce je Mateřská škola Uherčice. Uherčice jsou členem Sdružení pro rozvoj a obnovu obcí Vranovska, Místní akční skupiny Jemnicko a Jemnického mikroregionu. Stavební úřad a Úřad práce se nachází ve Vranově nad Dyjí. Matrika je přímo v obci. Do Vranova nad Dyjí jsou také odváženy zpracované výsledky okrskových volebních komisí. Policie ČR má sídlo ve Vranově nad Dyjí – obvodní oddělení, v Podhradí nad Dyjí a v obci Podmyče se jedná o pohraniční policii. V obci bylo také po válce vybudováno zdravotnické středisko, kde po roce 1989 sídlí detašované pracoviště samostatné ordinace praktického lékaře pro dospělé a detašované pracoviště samostatné ordinace praktického lékaře pro děti a dorost. V obci je také pošta s bankomatem.

## Historie

### Nejstarší historie

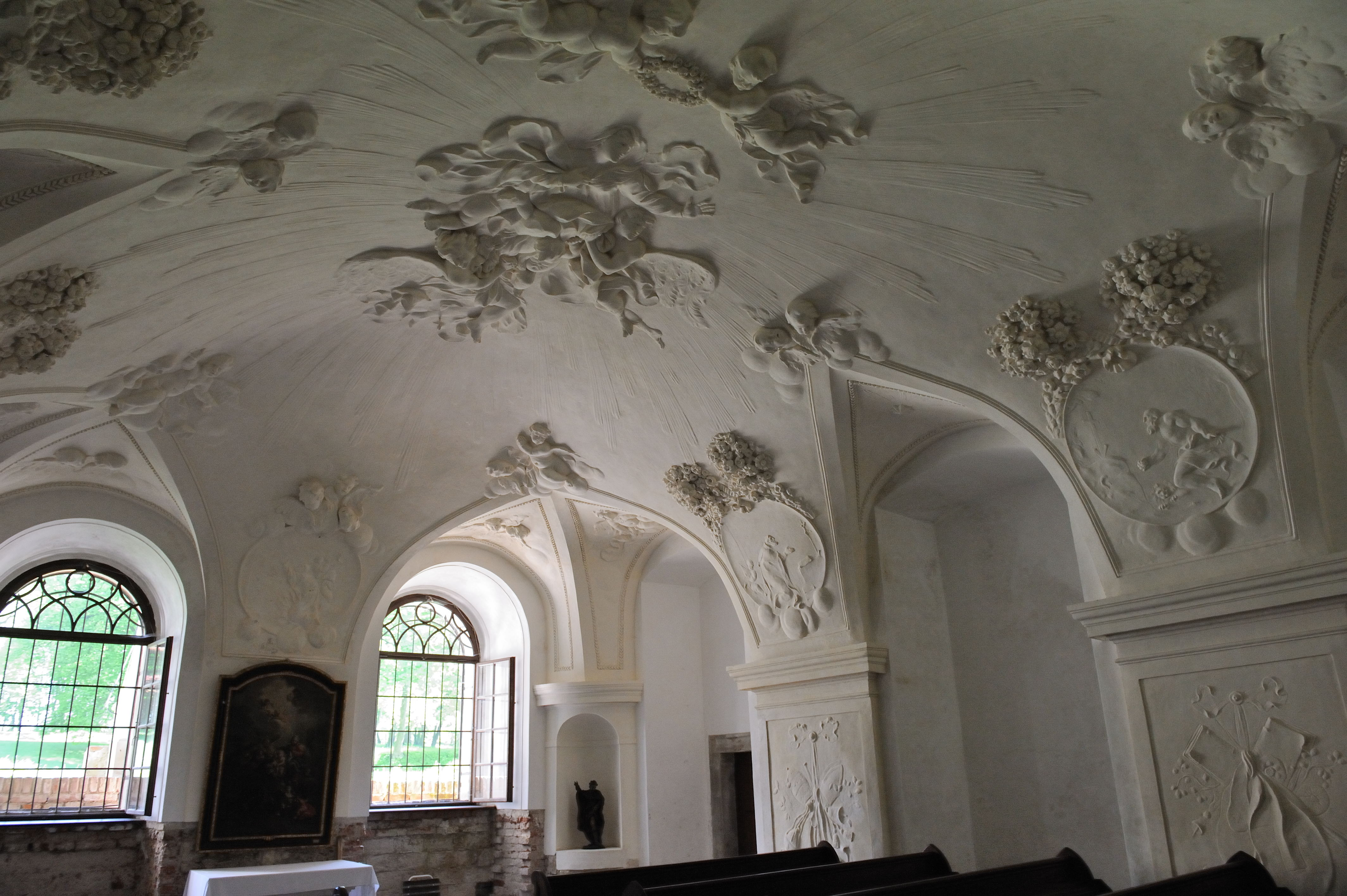
Zámecká kaple sv. Lucie. Regině von Bechtold povolil v roce 1647 papež Inocenc X. celebrování mše svaté v prostorách uherčického zámku. Její syn František Benedikt zřídil na zámku v roce 1669 kapli a s jedním kaplanem, v roce 1697 ve Vratěníně zámeček Augustiniánům bosákům k založení kláštera. V roce 1699 položil tamtéž základní kámen k loretánské kapli a roku 1719 zahájil stavbu nového kláštera, který byl zasvěcen Mikuláši z Tolentina. Od té doby se konaly církevní obřady až do roku 1952 v zámecké kapli. Uherčice patřily pod Římskokatolickou farnost Vratěnín, kam byly také ze zdevastované kaple v 70. letech 20. století svaté obrazy a oltáře odvezeny

Slovanské osídlení kolem 9. století n. l. dokládají archeologické nálezy východně od zámku. První písemná zmínka o Uherčicích pochází z darovací listiny ratifikované královnou Eliškou v roce 1312, kdy se část obce dostala darem do držení cisterciáckého ženského kláštera Vallis sanctae Mariae v Oslavanech. Isolda (Eysalda), manželka Matěje z Fulštejna (Matthäus von Fullstein), darovala klášteru před 10. srpnem 1312 zboží: ves Menharticíe a Hluboké, zboží v Bělčovicích s domem, loukami, poli a veškerým příslušenstvím, v Uherčicích s 10 a půl lány, v Kozojedech s loukami, lesy a veškerým příslušenstvím, jeden a půl lánu a zboží ve Stálkách, ves Stupešice se čtyřmi lány, lesy, loukami a příslušenstvím a konečně ves Křepice se čtyřmi lány, lesy, loukami a příslušenství. Následně „šlechetná paní Isolda, manželka Matouše z Fulštejna, do kláštera vstoupila a abatyší se stala“.
Zbylá část nadále zůstala příslušenstvím Vratěnína. Lipolt Krajíř z Krajku (pán na Frejštejně) obdržel od krále Zikmunda za své služby během husitských válek i obec Uherčice, která pravděpodobně musela být během husitských válek zpustošena, jelikož ještě v roce 1481 se oslavanská abatyše Kateřina u brněnského zemského soudu soudila s Volfgangem Krajířem z Krajku kvůli protiprávnímu držení řady vesnic a mezi zbožím uváděla i "pusté Ungeršíc". Znovu potvrzení této držby provedl král Vladislav II. v Budíně 21. února 1493. Lipoltův prasynovec taktéž zvaný Lipolt Krajíř z Krajku, pán na Cornštejně, oslavanskou část Uherčic přikoupil a ves nově osadil. Vybudoval zde pozdně gotickou tvrz, obehnanou příkopem (ve východní části tzv. „starého zámku“). V „Nových Uherčicích“ tak vzniklo za jeho synovce Jana II. Krajíře z Krajku centrum panství rodu Krajířů. Janův bratr Václav (Heinrich Wenzel Kraig von Kraik-Mladonowic) přebudoval uherčickou tvrz v letech 1552–1554 na renesanční zámek.
Roku 1562 prodali Krajířové Uherčice dolnorakouskému šlechtici Volfu Štrejnovi ze Švarcenavy. Volf přikoupil také bítovské a vranovské panství. Rozsáhlou přestavbu uherčického zámku dokončoval jeho protestantský syn Hanuš Volfart Štrejn. Náročné stavební úpravy s největší pravděpodobností rodinné finance značně vyčerpaly. K tomu propukla třicetiletá válka a Hanuš roku 1628 Uherčice prodal katolickému šlechtici Jakubu Berchtoldovi, dolnorakouskému místodržiteli a rádci císaře Ferdinanda II. Ten postupně skoupil další okolní majetky. V roce 1647 povolil papež Inocenc X. vdově Regině von Bechtold celebrování svaté mše na zámku v Uherčicích. Uherčické panství zdědil František Benedikt, který zřídil na zámku v roce 1669 kapli sv. Lucie s jedním kaplanem. Zemřel bez mužského následníka v roce 1690. Panství po koupi polní maršál Donat Johann Heissler z Heitersheimu brzy obohatil o panství v Písečném. Na zámku proběhly barokní úpravy rakouského architekta Francesco Martinelliho. Po smrti polního maršálka pokračoval v barokizaci zámku jeho syn František Josef Heissler. Roku 1731 Uherčice koupil svobodný pán císařský rada Antonín Izaiáš z Hartigu, ty pak syn Antonín Kazimír po jeho smrti roku 1764 prodal hraběti Nimptschovi.

### Collaltovské panství
Roku 1768 přešly Uherčice do majetku Tomáše Vinciguerry hraběte z Collalta a San Salvatoru, pána na Brtnici. Collaltové uherčické panství vlastnili téměř 180 let – hrabě František (1775), Odoard (1794), Antonín Oktavián (1823), kníže Eduard (1847), kníže Emanuel (1865) a kníže Manfred (1928). Thomas Viciguerra Collalto koupil uherčické panství za 300 000 zlatých rýnských a připojil ho k fideikomisním majetkům rodu Collaltů k Brtnici, Černé a Rudolci. Majetek rodu Collaltů se i po pozemkové reformě rozprostíral přes pět okresů – v okrese Jihlava (v obcích: Brtnice, Hrutov, Brodce, Jestřebí, Kněžice, Uhřínovice, Příseka, Panská Lhota, Arnolec), v okrese Třebíč (v obcích: Opatov a Okříšky), v okrese Nové Město na Moravě (v obcích: Bohdalov, Rudolec, Chroustov), v okrese Velké Meziříčí (v obci Černá) a v okrese Moravské Budějovice (v obci Uherčice).

### Československo a pozemková reforma

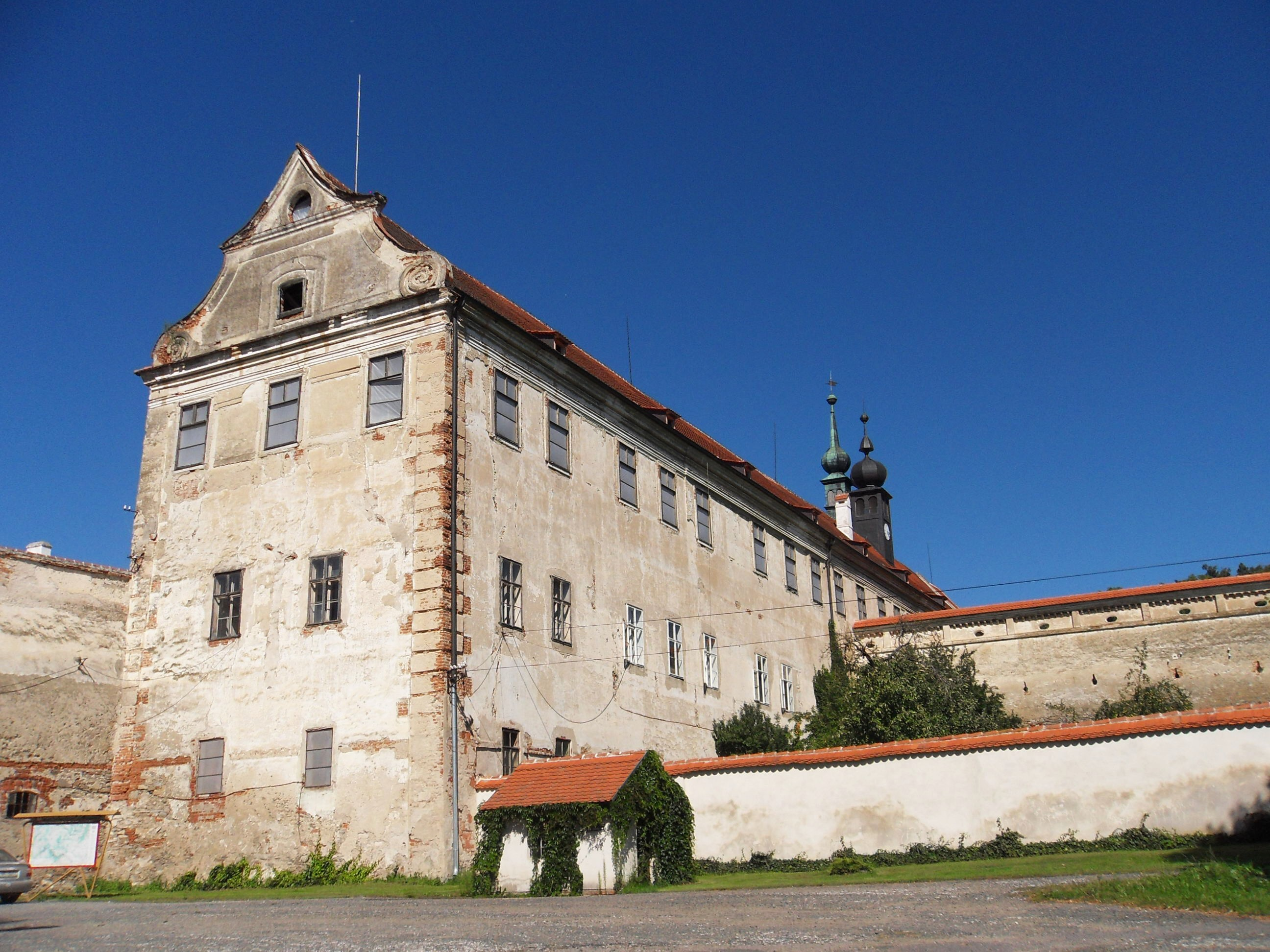
Součástí zámeckého areálu byla hospodářská stavení včetně pivovaru v západní části jižního křídla. Podle nejstaršího popisu zámku z roku 1628 byl zámecký pivovar vybaven sklepy tesanými ve skále. Pivovar také využíval zámecký rybníček, který se nacházel mimo areál zámku a byl určen k dodávání vody pro pivovar a hospodářský dvůr. V druhé polovině 19. století byl pronajímán. V evidenci collaltovských průmyslových podniků z roku 1904 však již pivovar chybí. Snaha vylepšit finanční situaci panství byla v té době již orientována spíše na zemědělský lihovar, který byl postaven v jihozápadní části dolního hospodářského dvora v roce 1889 a dochoval se do dnešních dnů (citace z Pivovary.info 1999–2014). Zemědělský lihovar z roku 1889 vlastnil Manfredo Collalto, ředitelem podniku byl Alois Fritscher, správcem Zdeněk Gebauer a dv. Josef Mareček. Spadal pod velkostatek Uherčice. K lihovaru patřila cihelna u Korolup, elektrárna a vápenka.

Po ukončení první světové války české obyvatelstvo vznik Československa 28. října 1918 uvítalo, německé obyvatelstvo ale ne. Na vznik nového státu reagovali 3. listopadu 1918 na krajském shromáždění ve Znojmě vytvořením německo-rakouské provincie Deutschsüdmähren (německy Německé jižní Moravy). Ještě předtím, 31. 10. 1918, se shromáždili zástupci obecních zastupitelstev německých obcí dačického politického okresu a soudního okresu Jemnice ve Slavonicích, aby se vyjádřili proti včlenění jimi řízených obcí do nového československého státu, což deklarovalo i zastupitelstvo obce Uherčice. Pohraniční spor pak definitivně vyřešila mírová konference v Paříži v roce 1919 a mírová smlouva, která byla podepsána dne 10. 9. 1919 v Saint Germain.
Situace v obci se po vojenském obsazení kraje Německé Moravy zásadně změnila. Úpravou zemské hranice v mezistátní došlo k hospodářskému oslabení německého obyvatelstva, jejichž obchodní kontakty byly orientovány na rakouskou stranu. Oblíbené byly například dobytkářské trhy ve Waidhofenu an der Thaya, ale i ve Vídni, kde měly zemědělské výrobky své pravidelné odběratele. Vzniklý Národní výbor se samozřejmě skládal z místních uvědomělých Čechů a měl na starosti koncentraci roztroušených Čechů v okolí. Staral se i o jejich sociální a kulturní potřeby. Dalším krokem bylo zřízení finanční stráže ve Vratěníně a nové služebny ve Stálkách, dosazení českého personálu na četnickou stanici ve Vratěníně a zřízení nové stanice v Uherčicích, ale i do ostatních státních úřadů jako byla třeba pošta a matriční úřad. Revoluční národní shromáždění schválilo 16. 4. 1919 zákon o pozemkové reformě, který rozhodl o záboru pozemkového majetku nad 150 ha zemědělské půdy nebo nad 250 ha celkové půdy. Starý italský šlechtický rod Collaltů vlastnil v okolí obce již od roku 1769 pozemky o rozloze 1 606 ha.
Pozemková reforma probíhala za Manfreda Collalto et San Salvatore v roce 1925–1927. Půda byla podle návrhu místního odboru Národní jednoty ve spolupráci se spolkem „Československá ústřední domovina domkářů a malorolníků“ (přejmenována Ústřední domovina domkářů a malorolníků) přiznána žadatelům české národnosti převážně z řad stoupenců agrární strany a následně došlo k rozměření a vykolíkování pozemků. Ušetřen zůstal jen dvůr v Uherčicích, Mitrovicích, lihovar, vápenka a lokální elektrárna uherčického dvora. Zestátněny byly rozsáhlé lesní pozemky, zřícenina hradu Frejštejn a lihovar v Písečném, který byl přidělen nově vzniklému lihovarnickému družstvu. Všechna zestátněná půda připadla drobným rolníkům a pozemky byly rozparcelovány. Zbytkový statek v Korolupech připadl státu, který převzala v březnu 1926 rodina Tříletých. Vedle půdy dostala také budovy hospodářského dvora, které pak byly odděleny od budovy zámku, která zůstala v majetku Collaltů. Zbytkový statek Gösing byl nově vybudován. Zabaven zůstal Nový dvůr u Mešovic. Zestátněné collaltovské lesní revíry připadly správě Státních lesů a statků, která zaměstnávala především české úřednictvo a zaměstnance. To se také projevilo na zvýšení počtu českého obyvatelstva v obci. Pozemkovou reformou převzal čsl. stát 18 734 ha lesní a zemědělské půdy v jihomoravské oblasti, která byla spravována ředitelstvím Státních lesů a statků v Třeboni.
Uherčický velkostatek tak fungoval „bez podstatných příjmů z malolesů“ a collaltovské panství v Brtnici na Uherčice doplácelo. Zámek v Uherčicích měl do té doby také velké udržovací náklady, vysoké pojištění a četný personál. Na provoz zámku se počítalo s průměrnou měsíční režií kolem 170.000 Kčs. Zámek sestával z 86 místností (63 obytných), 1 velké jídelny, 1 velkého sálu, 4 koupelen, 1 velké kuchyně a 16 záchodů. Vodovod byl zaveden, ale do prvního patra se voda čerpala ruční pumpou. Zámek se vytápěl uhlím a dřevem.
Velké rozhořčení vládlo u německého obyvatelstva od školního roku 1918-1919  kvůli zrušení dvojtřídní německé obecné školy, která byla nahrazena školou českou. V roce 1929 v této záležitosti dokonce interpeloval poslanec Dr. E. Schollich v poslanecké sněmovně. Česká obecná škola fungovala v budově až do roku 1938. Po válce byla Národní škola Uherčice (později Základní devítiletá škola, 1. - 5. postupný ročník) obnovena a od 1. 9. 1979 přiškolena do Lubnice. V budově sídlila od školního roku 1983/1984 Zvláštní škola pro žáky z obvodu úplných škol ZŠ Lubnice, ZŠ Bítov a ZŠ Vranov nad Dyjí. V roce 2000 přešli žáci Zvláštní školy Uherčice do speciálních tříd v Lubnici a škola byla definitivně zrušena. Českou mateřskou školu podporovala Národní jednota v obci v letech 1925 - 1938. Po válce byla obnovena a v obci funguje stále.
„...Až do převratu měla obec uherčická dvoutřídní německou obecnou školu. V r. 1918 byla tato škola Němcům odňata, zavedlo se české vyučování, zatím co německé děti musili docházeti do německé školy do Vratěnína. Vratěnín jest od Uherčic vzdálen 3 km. V Uherčicích jest úhrnem 128 německých obyvatelů. Z německých školních dětí dochází nyní 12 do Vratěnína a jedno dítě do německé školy do Korolup. Mimo to 5 dětí německé národnosti dochází do české školy v Uherčicích. Pro německou školu v Uherčicích jest tedy 18 dětí.

Německé obyvatelstvo jest ochotno k největším obětím, aby umožnilo zříditi německou školu, a také by se zavázalo poskytnouti k tomu místnost. Mnoho dětí chudých rodičů, které nemají dobré obuvi a šatstva, nemůže vůbec docházeti do školy, jiné zase často onemocní, poněvadž i jejich výživa jest nedostačitelná. Děti nedostanou často celý den teplého jídla. Při nestranném vyšetřování stavu věci musila by uznati každá komise, že zde jest naléhavě zapotřebí nejrychlejší nápravy.

Jako opačný příklad uvádíme: V sousední obci Vratěníně jest česká škola, kam dochází 12 dětí a mateřská škola, kam docházejí 2 děti. Naopak pro 18 dětí není vůbec školy. V Korolupech dochází do české menšinové školy 9 dětí, ve Stálkách 7 a ve Starém Petříně 9 dětí (z nich 2 německé)...”
Interpelace poslance Dr. E. Schollicha, v Praze dne 14. února 1929.

### Říšská župa Dolní Podunají
Československá vláda odstoupila pohraničí Německu 21. září 1938. Proto odcházely i z Uherčic a okolních sudetských obcí rodiny státních úředníků do vnitrozemí již před Mnichovem – počet žáků na českých školách značně poklesl. Státní úředníci a zaměstnanci měli přikázáno zůstat na svých postech, takže po Mnichovu odcházeli velmi narychlo. 20. listopadu 1938 byla podepsána československo-německá Smlouva o otázkách státní příslušnosti a opce. Všichni českoslovenští státní příslušníci žijící nadále v obci a ti co bydleli na jejím území k 10. říjnu 1938 nebo se na území obce do 1. ledna 1910 narodili, dále jejich děti a vnuci a manželky těchto osob, dětí a vnuků ztratili automaticky československou a získali německou státní příslušnost. Osoby „neněmecké národnosti“, mohly do 29. března 1939 optovat pro československou státní příslušnost (opční lhůta byla později prodloužena do 30. června 1939) Uherčice spadaly spolu s obcemi Vratěnín, Lubnice, Mešovice a Korolupy pod Reichsgau Niederdonau – Říšskou župu Dolní Podunají s politickým centrem ve městě Horn.

### Poválečná situace a odsun německého obyvatelstva

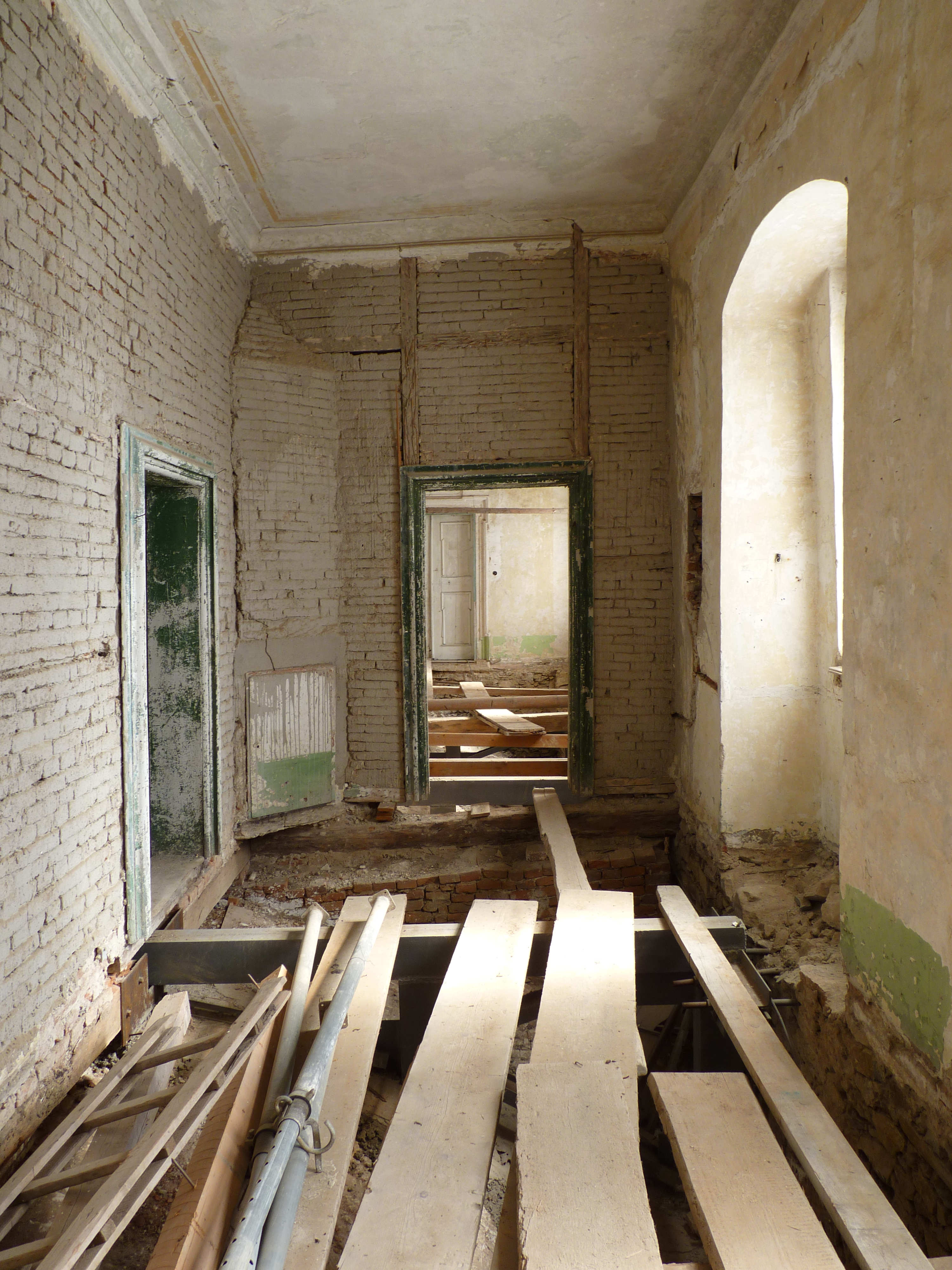
Interiér zámku Uherčice. „...Uherčický zámek se nacházel od roku 1946 pod národní správou. Po krátkém správcovství Státních lesů a statků přešel zámek roku 1949 pod správu Státního statku Jaroměřice nad Rokytnou. Pronájmem zámeckých prostor pro zřízení tábora nucených prací (1949–1951) a působením Pohraniční stráže (1952–1964) se stav nezlepšil. Vojáci zde ubytovaní způsobili na kulturní památce nemalé škody. Po převzetí objektu Čs. státním statkem Lesná roku 1960 se situace také nikterak nezlepšila. Zámek byl nadále využíván Pohraniční stráží a výrazně se nezměnilo ani chování ze strany obce. K posunu došlo až v roce 1979 při převzetí zámeckého objektu KS SPPOP Brno. Uherčický zámek se dočkal potřebného zahájení oprav až v devadesátých letech, kdy už byl na pokraji zániku, a kompletní památková obnova začala „pět minut po dvanácté“. Zámek byl poprvé pro veřejnost zpřístupněn v roce 1996...“ (Citace Krejčová Monika)

Během osvobozování Rudou armádou došlo na uherčickém majetku k nemalým válečným škodám. Jen na velkostatku Uherčice se celkové válečné škody vyšplhaly na 937 150 Kčs za dobytek, vozidla a úrodu (20 tažných koní v ceně 300 000 Kčs, 5 chovných starších krav za 20 000 Kčs, 36 koňských postrojů v hodnotě 108 000 Kčs, nákladní auto Praga za 80 000 Kčs). Mezi další zabrané předměty Rudou armádou byly na výkazu zaznamenány i osobní automobily: Alfa Romeo oceněné za 60 000 Kčs a Lancia ohodnocené za 140 000 Kčs. Revoluční gardy pod velením plukovníka Vladimíra Hobzy přijely 9. června 1945. Německé obyvatelstvo muselo odevzdat rádia, jízdní kola, fotoaparáty a do půl hodiny se shromáždit se zavazadly o váze maximálně 50 kg. Z mužů v obci bylo vybíráno vždy několik rukojmích z řad někdejších starostů obce a místních vedoucích rolnictva (ortsbauerfuhreři), ti byli odvedeni ke zdi, kde museli stát před namířenými samopaly až do doby než se veškeré k odsunu vyzvané obyvatelstvo dostavilo k odchodu.
Gardisté a partyzáni poté prohledávali zavazadla, zabavovali cennosti a peníze. Následně byli Němci spolu s občany z Lubnice, z Mešovic, Korolup a Vratěnína vyvedeni přes hraniční přechod ve Vratěníně. Majitel pily Eduard Prager z Uherčic byl Matthiasem Kočím z Dobré Vody (Gutwasser), Stanislavem Kočím z Uherčic (Ungarschitz) a Oldřichem Švarčekem ze dvora Křeslík u Stálek (Grössinghof) odvlečen z rakouského Autendorfu a spolu s dalšími třemi muži z Uherčic v Podhradí (Freistein) bestiálně zavražděn. Německé ženy, děti a staří lidé byli vytrženi z jejich rodinného, pracovního a společenského života a úplně materiálně oloupeni. Systematické vysídlování bylo v začátku prováděno s velkou brutalitou a teprve až v roce 1946 následovaly řízené transporty.

### Konfiskace majetku, kolektivizace, socialismus a normalizace
Benešovy dekrety se vztahovaly i na soudobého majitele panství Oktaviána Collalta et San Salvatore. Konfiskace jeho majetku proběhla na základě dekretu prezidenta republiky č. 12/1945 Sb. vyhláškou Okresního národního výboru (ONV) v Jihlavě ze dne 11. července 1945 a to i přesto, že byly dekrety směřovány jen proti osobám německé a maďarské národnosti, a kam byl Oktavián Collalto jako Ital zahrnut. Oktavián Collalto se odvolal k moravskoslezskému zemskému národnímu výboru (ZNV) v Brně a ten konfiskační vyhlášku zrušil. Svým závěrečným usnesením ze dne 16. ledna 1946 ale Oktaviána Collalta považovali členové ZNV za italského fašistu a nepřítele republiky. Následně vydal Okresní národní výbor (ONV) 20. února 1946 v Jihlavě novou konfiskační vyhlášku, která byla vyvěšena ve Velkém Meziříčí, Moravských Budějovicích, Třebíči a Novém Městě na Moravě a ve všech obcích, kde se nacházel majetek rodu Collaltů, který mu byl podle § 2 dekretu č. 5 Sb. dán pod národní správu.
Zemědělští a lesní zaměstnanci velkostatku Brtnice, Uherčice a Německý Rudolec sepsali v Brtnici dne 16. února 1946 prohlášení na obranu knížete Oktaviána Collalta et San Salvatore.
Zmíněné prohlášení se skládalo z několika bodů, které například upozorňovaly na skutečnosti, že „kníže Oktavián Collalto měl vždy plné pochopení pro sociální poměry svých zaměstnanců, bez rozdílu, zda to byl dělník nebo úředník.“ Byl proti přijímání německých zaměstnanců, při zatčení svého zaměstnance gestapem podporoval rodinu dotyčného a snažil se zakročit ve prospěch postiženého. Zaměstnanci poukazovali na fakt, že když kníže Collalto přispíval na německé sociální účely, nečinil tak dobrovolně. Podporoval partyzány na svém území, když mohl. Jeho rodina nikdy nebyla občany považována za Němce, ale za Italy s pozitivním vztahem k českým zemím a českému obyvatelstvu. Zaměstnanci se vyslovili, že jim „není známo, že by majitel (kníže Oktavián) byl zrádcem a nepřítelem českého národa.“
Příběh uherčického zámku. Poválečná historie v letech 1945 - 1979, Monika Krejčová
Velkostatek Brtnice sestával ke dni 6. dubna 1946 z Lesního úřadu v Brtnici, z Lesní správy v Německém Rudolci, z Hospodářské správy v Brtnici, z Hospodářské správy v Okříškách, ze Správy velkostatku v Uherčicích a ze Správy rybníkářství. Centrální ředitelství se nacházelo v Brtnici. Z průmyslových podniků pak podléhaly centrálnímu řízení – výrobna generátorového dříví a cihelna v Okříškách, pivovar v Brtnici a cihelna, vápenka a lihovar v Uherčicích. „O příděl“ velkostatku v Uherčicích se snažil podnik SLS – polní hospodářství a místní drobní zemědělci. Bývalý majetek knížete Oktaviána Collalta (pod národní správou), byl rozdělen do dvou samostatných celků – Brtnice a Uherčic. Národním správcem byl jmenován vrchní lesní rada Ing. Stanislav Krupica. Místo hospodářského správce v Uherčicích zastával Stanislav Jaš. Reorganizace správy polnohospodářských statků v Uherčicích nebyla vůbec jednoduchá. Válečné škody po Rudé armádě byly obrovské, v roce 1946 následovaly podprůměrné sklizně a po odsunu německého obyvatelstva nastal všude v pohraničí nedostatek pracovních sil. Pod Uherčice spadal ještě hospodářský dvůr Mitrov (u Uherčic) a fungující lihovar v zámeckém areálu. Cihelna (u Korolup) a vápenka (za velkostatkem směrem na Mitrov) byly po roce národní správy kvůli potřebné a finančně náročné opravě a pro nedostatek pracovních sil odstaveny (prozatímně).

## Obyvatelstvo
Až do konce druhé světové války převažovala v okolních obcích (Vratěnín, Korolupy, Lubnice, Mešovice, Stálky atd.) německá národnost. Pouze v obci Uherčice na přelomu 19. století vykazovaly obě národnosti přibližně stejný počet. V roce 1880 měla obec 479 osob, z toho 224 české a 255 německé národnosti. To bylo dáno zejména majiteli collaltovského panství, kteří najímali do svých služeb pracovníky české národnosti. Silné postavení německého obyvatelstva dokládá utváření německých národnostních spolků. Od roku 1899 se Němci sdružovali v místní skupině Svazu Němců jižní Moravy (Bund der Deutschen Südmährens) pro Vratěnín-Uherčice a v roce 1886 se konala zakládající schůze místní skupiny Německého školského spolku (Deutscher Schulverein) pro Vratěnín a okolí. V roce 1910 založili vlastní místní skupinu Uherčice, která však nabírala i členy z okolních obcí. Hlavním nacionálním protivníkem v obranné práci byla spolku Ústřední matice školská.
Po vzniku Československa se národnostní poměr razantně změnil. V obci byla založena místní odbočka Národní jednoty pro jihozápadní Moravu zastřešující od roku 1922 Klub českých turistů s turistickou noclehárnou o 10 lůžkách. K tomu přibyli čeští příslušníci finanční stráže a četnictva, po zřízení české menšinové školy (a zrušení německé obecné školy) také české učitelstvo a nakonec po dokončení pozemkové reformy zaměstnanci státní lesní správy a agrárníci na rozparcelované půdě velkostatku. Už v roce 1921 se jednalo z celkového počtu 562 osob o 453 Čechů a 93 Němců. V tehdejších národnostně smíšených oblastech, kam Uherčice patřily, docházelo na obou stranách k běžným drobným statistickým úpravám. Ty české byly založeny na jednoduchém „triku“. Do kategorie „ostatní národnosti” se zařazovali Židé, obvykle se hlásící k německé národnosti, ale také ti Němci, kteří si po roce 1918 ponechali rakouskou státní příslušnost. Do celkového počtu Čechů se pak přiřazovali vojáci z dosazených posádek, kteří jednoznačně nebyli místními občany.
Většinu českého obyvatelstva tvořili zemědělští dělníci a bezzemci, seskupující se od roku 1919 kolem řídícího učitele Štěpána Koudely, starosty obce B. Schwarze a E. Matouška, inspektora finanční stráže, z jehož iniciativy byla v Uherčicích založena odbočka Československé obce legionářské. Místní Československá sociálně demokratická strana dělnická (ČSDSD) čítala kolem 100 členů. Při obecních volbách roku 1923 uzavřela česká strana společnou kandidátku, na kterou získala 11 mandátů, německá strana pak 4 mandáty. Německá část obyvatelstva patřila k majetné části obce, jednalo se hlavně o úředníky při správě velkostatku (v roce 1923 jen dva Češi) a všechny obchodníky a živnostníky.
Úmrtí. Dne 3. května t. r. zemřel v Uherčicích na Mor. zámecký zahradník v. v. pan Eduard Čapek. Zesnulý sloužil neúnavně plných 55 let na jednom místě na velkostatku knížete Collalta. Byl vzorným a poctivým pracovníkem v jeho zaměstnání, k rodině laskavým a starostlivým manželem a otcem a dobrým katolíkem. Náhlého skonu jeho želí jeho děti. Pro jeho čistě upřímnou a milou povahu byl vážen ode všech občanů, od svých podřízených ctěn a získal si též plnou důvěru svého zaměstnavatele. Dnem 30. srpna 1927 odešel na zasloužilý odpočinek, avšak bohužel nepobíral dlouho zaslouženou pensi. Letošního roku 10. ledna zemřela jeho choť, kterou pro žal tak brzy následoval. Dlužno ještě podotknouti, že zesnulý byl po převratu zvolen za prvního českého starostu obce Uherčic, kterýžto úřad po dobu pěti let zastával. Pohřben byl v ne děli dne 6. května na hřbitově ve Vratěníně za velké účasti místního a okolního obecenstva.
Stráž, 11.5.1928
Volby v roce 1935 se konaly za účasti 309 voličů, kteří volili: 79 hlasy Republikánskou stranu československého venkova, 60 hlasy Československou sociální demokracii, 31 hlasy Československou strana lidovou, 31 hlasy Národní obec fašistickou a 64 hlasy Sudetendeutsche Partei. Během totalitního režimu Komunistické strany Československa fungovala v obci místní organizace KSČ, Pionýrská organizace a Sdružení rodičů a přátel školy (SRPŠ). Značnou část místní poválečné populace tvořilo až do roku 1989 obyvatelstvo zaměstnané v armádních složkách, u Pohraniční stráže a Sboru národní bezpečnosti. Od roku 1989 v obci působí Sbor dobrovolných hasičů, organizace Mysliveckého sdružení, základní organizace Českého svazu včelařů a organizace s názvem Kultura – sport.
| Rok  | Počet obyvatel | Němci | Češi |
| ---- | -------------- | ----- | ---- |
| 1793 | 219            | -     | -    |
| 1836 | 291            | -     | -    |
| 1880 | 479            | 255   | 224  |
| 1890 | 452            | 234   | 218  |
| 1900 | 466            | 237   | 229  |
| 1910 | 462            | 383   | 79   |
| 1921 | 562            | 98    | 453  |
| 1930 | 532            | 98    | 453  |
| 1939 | 500            | 65    | 459  |
| 1961 | 474            | 0     | 474  |

## Hospodářství
Hlavní obživu zajišťovalo vrchnostenské hospodářství, které bylo v polovině 19. století zaměřeno především na chov ušlechtilých ovcí, například v roce 1843 se jednalo 1 369 ovcí z předních moravských ovčínů. Panství Uherčice provozovalo pivovar (později lihovar), vápenku a lom, |cihelnu a propachtovávalo mlýn a koželužnu (1719 – židovská s křesťanským koželuhem). Mimo zemědělců se v obci nacházelo několik řemeslníků. Poddané obyvatelstvo se v roce 1821 připojilo k robotní vzpouře a odpíralo vrchnosti robotu. Collaltové v obci také vystavěli ubytování pro sociálně slabé zaměstnance, které i nadále slouží jako bytové prostory. Po konfiskaci collaltovského majetku hospodařil v obci národní podnik Československý státní statek se správou v Jaroměřicích nad Rokytnou. Od roku 1960 zde působil Státní statek Lesná, který se vyčlenil z okrajových částí Státních statků Znojmo a Jaroměřice nad Rokytnou, tvořený obcemi Vranov nad Dyjí, Štítary, Uherčice, Vysočany a Zálesí. V roce 1962 se do statku začlenila jednotná zemědělská družstva Šumná, Vratěnín, Stálky, Lančov, Podhradí nad Dyjí a Podmyče. V roce 1964 převzal statek JZD Lubnice a v roce 1965 dříve sloučená JZD Bítov-Chvalatice-Zblovice. Začleněním JZD Pokrok Starý Petřín v roce 1982 se stal Státní statek Lesná jediným zemědělským podnikem v západní části okresu Znojmo. V roce 1984 zaměstnával 1 076 zaměstnanců.
Na území obce slouží poměrně velké množství rozptýlených staveb původního vrchnostenského velkostatku nadále zemědělským účelům. Zemědělský areál vznikl z panského dvora a leží v jižní části Uherčic. Směrem do centra obce se rozkládají budovy statku z 19. století, směrem na jih zemědělské stavby z druhé poloviny 20. století. Prostory vrchnostenské části statku vedle zámku slouží k soustředění zemědělské mechanizace a chovu menšího počtu hospodářských zvířat. Na jihozápadním okraji stojí barokní sýpka v jejímž areálu se nachází zemědělské mechanizační středisko a sklad plodin. Velkokapacitní kravíny v jižní části areálu jsou prázdné a chátrají. Intenzivní chov prasat je provozován jihovýchodně od obce na samotě Mitrov, kde byl po druhé světové válce vybudován z panského dvora Mitrov velkokapacitní vepřín pro 400 kusů prasat. Na zemědělské půdě hospodaří z převážné části firma Zemspol Dešná.
V obci lze spatřit několik brownfieldů. V údolí Blatnice severozápadně nad Uherčicemi při silnici do Mešovic se rozkládá výrobní areál využívaný v minulosti jako pila (až do roku 1945 náležející k obci Korolupy]. V současnosti plocha leží ladem. Ve dvorní části vrchnostenského hostince zaměstnávala pro změnu místní obyvatelstvo po roce 1945 výrobna obuvi, která nyní není využívána. V centru obce navazuje na hostinec umělecká kovářská dílna. Jaroslav Bureš ve své dílně vyrábí kované mříže, interierové i exteriérové doplňky, chladné zbraně a restaurátorské práce.
Obec byla v roce 1936 elektrifikována a připojena k síti Západomoravských elektráren v Oslavanech. V roce 2000 uzavřely obce Vratěnín, Uherčice, Oslnovice, Vysočany, Korolupy a Lubnice dobrovolný spolek Plynofikace obcí Vratěnín a okolí. V roce 2009 po ukončení plynofikace byl spolek ve všech zapojených obcích rozpuštěn. Zapojená území se stala vlastníky středotlakých plynofikačních rozvodů a domovních přípojek. Veřejný vodovod pochází z roku 1996. Zdrojem jsou tři jímací a jedna sběrná studna (vydatnost Q = 1,98 l/s), které se nacházejí v údolní nivě Vratěnínského potoka pod panskou sýpkou. Zdroj se nachází na katastrálním území Vratěnín. Zde se nachází i úpravna, z které je voda čerpána do vodojemu 2 × 50 m³ na návrší v jižní části uherčického katastru. Distribuční síť pokrývá celé zastavěné území Uherčic. Majitelem vodovodu je obec Uherčice a provozovatelem je firma VHS plus, spol. s r.o. ve Znojmě (dříve Vodohospodářské stavby Znojmo). Dle aktuálního Plánu rozvoje vodovodu a kanalizací Jihomoravského kraje je v obci od roku 2014 budována samostatná splašková kanalizace. Stoková síť by měla pokrývat celé zastavěné území vsi Uherčice s čističkou odpadních vod v údolí Blatnice pod Uherčicemi.

## Doprava

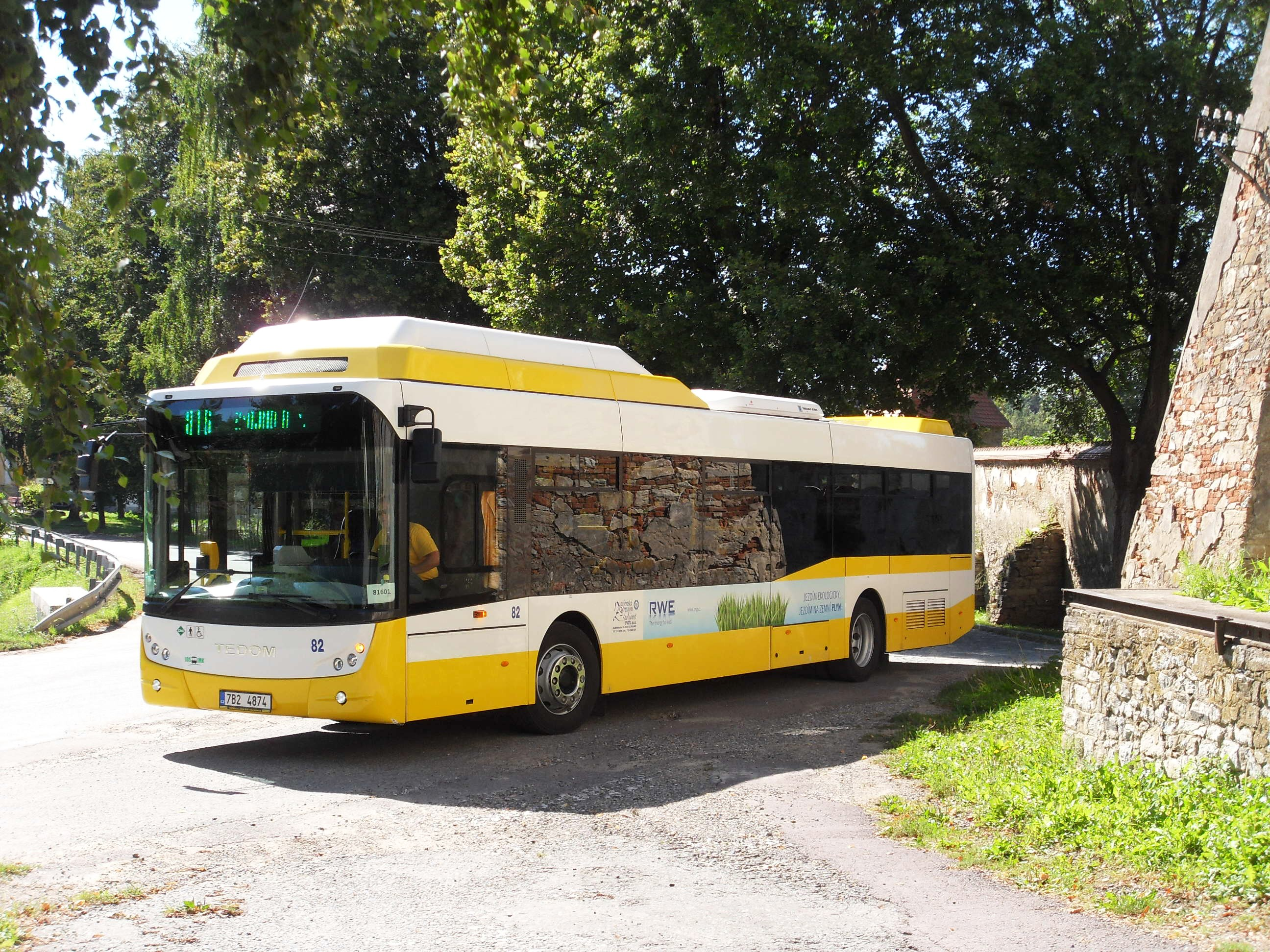
Autobus v Uherčicích

Obec nejprve ležela v těsné blízkosti hlavní poštovní a i kupecké cesty z Vídně přes Hollabrunn, Pulkau, Drosendorf, Vratěnín, Písečné, Slavonice až do Prahy. Od prvního června 1750 byla dána do provozu nová Císařská cesta (německy Kaiserstraße). Vedla z Vídně přes Znojmo, Moravské Budějovice, Jihlavu, Golčův Jeníkov, Kolín až do Prahy, čímž území, přes které vedla stará poštovní cesta, značně hospodářsky utrpělo. Roku 1753 spojila ves Uherčice s dalším územím nová císařská silnice z Vratěnína přes Lubnici do Jemnice. Obyvatelům tak poskytla napojení ze staré jižní poštovní trasy na nedávno postavenou císařskou silnici Vídeň–Znojmo–Jihlava–Praha.
Velký význam měla pro obec nově zbudovaná železnice Retz–Drosendorf 21. října 1910, kterou provozovaly nejdříve Niederösterreichischen Landesbahnen a od roku 1935 stát (Rakousko). V blízkosti nádraží bylo vybudováno Raiffeisen-Silo, kam byly odváženy zemědělské plodiny, ale i dřevo. Po vzniku Československa a taktéž mezistátní hranice tak došlo k přerušení významného dopravního napojení. Hospodářskou důležitost pro obyvatele Uherčic nabyla železnice až zase v době Třetí říše – mléko se sváželo do mlékárny v Langau, dřevo do Zissersdorfu a povinně odváděné dávky do Drosendorfu na nádraží. Pro turistický ruch měla význam osobní lodní doprava na Vranovské přehradě, o kterou se zasloužil v počátku i český turistický spolek pod Národní jednotou. Po všech možných peripetiích byla osobní doprava obnovena v roce 2006.
1. července 2010 bylo celé území okresu Znojmo jako poslední z celého Jihomoravského kraje pokryto linkami zařazenými do Integrovaného dopravního systému (IDS) Jihomoravského kraje. Nevýhodou zůstává nutnost i nadále zajišťovat páteřní spojení Znojma s Brnem pomocí autobusů, neboť železniční spojení pro Uherčice má velmi malý význam. Obec má uspokojivě vyřešenu dopravní obslužnost v pracovní dny, výrazně horší však je situace o víkendech a v pozdních večerních hodinách.
Územím obce procházejí následující krajské silnice:
- II/411 Moravské Budějovice – Velký Dešov – Uherčice;
- II/409 Chýnov–Studená–Slavonice–Šafov;
- III/411 16 Uherčice–Mešovice;
- III/409 27 Vratěnín–Dančovice

## Památky a chráněná území
|  | Pamětihodnosti - Zámek Uherčice, renesanční zámek z konce 16. století, je národní kulturní památkou a svou stylovou ojedinělostí se řadí mezi nejcennější historické památky v republice. Od roku 1996 probíhá jeho generální památková obnova. Některé části zámku jsou zpřístupněny veřejnosti – vstupní arkádové nádvoří, část hlavního nádvoří, zámecká kaple, komorní divadlo a několik renesančních místností, zámecký park. V roce 1801 majitelé zámku nechali postavit nejstarší rozhlednu na území České republiky. Dochovalo se pouze její torzo. - Kaplička při silnici do Podhradí - Kaplička u sýpky - Socha svaté Markéty - Sýpka - Socha svatého Jana Nepomuckého - Výklenková kaplička – poklona |
|  | Chráněná území - Uherčická louka – rybník s navazujícími rašelinnými loukami s výskytem úpolínu evropského. - Bílý kříž – les a lesostep na skalnatých svazích s výskytem vzácných druhů rostlin a živočichů. |
|  | |

## Osobnosti
- Anton Gollinger senior (ca 1773 – ?), stavební mistr ve Vídni
- Anton Gollinger junior (ca 1804 – ca 1871), architekt
- Ignác Burian (1841–?), zahradník v císařských zahradách zámku Schönbrunn u Vídně, poté v Olomouci, v Brně a ve Znojmě[76]